# Antherostele
Antherostele là một chi thực vật có hoa trong họ Thiến thảo (Rubiaceae).

## Loài
Chi Antherostele gồm các loài: